# CEA AN-52
Die CEA AN-52 war die erste taktische Kernwaffe der französischen Arméé de l’air.

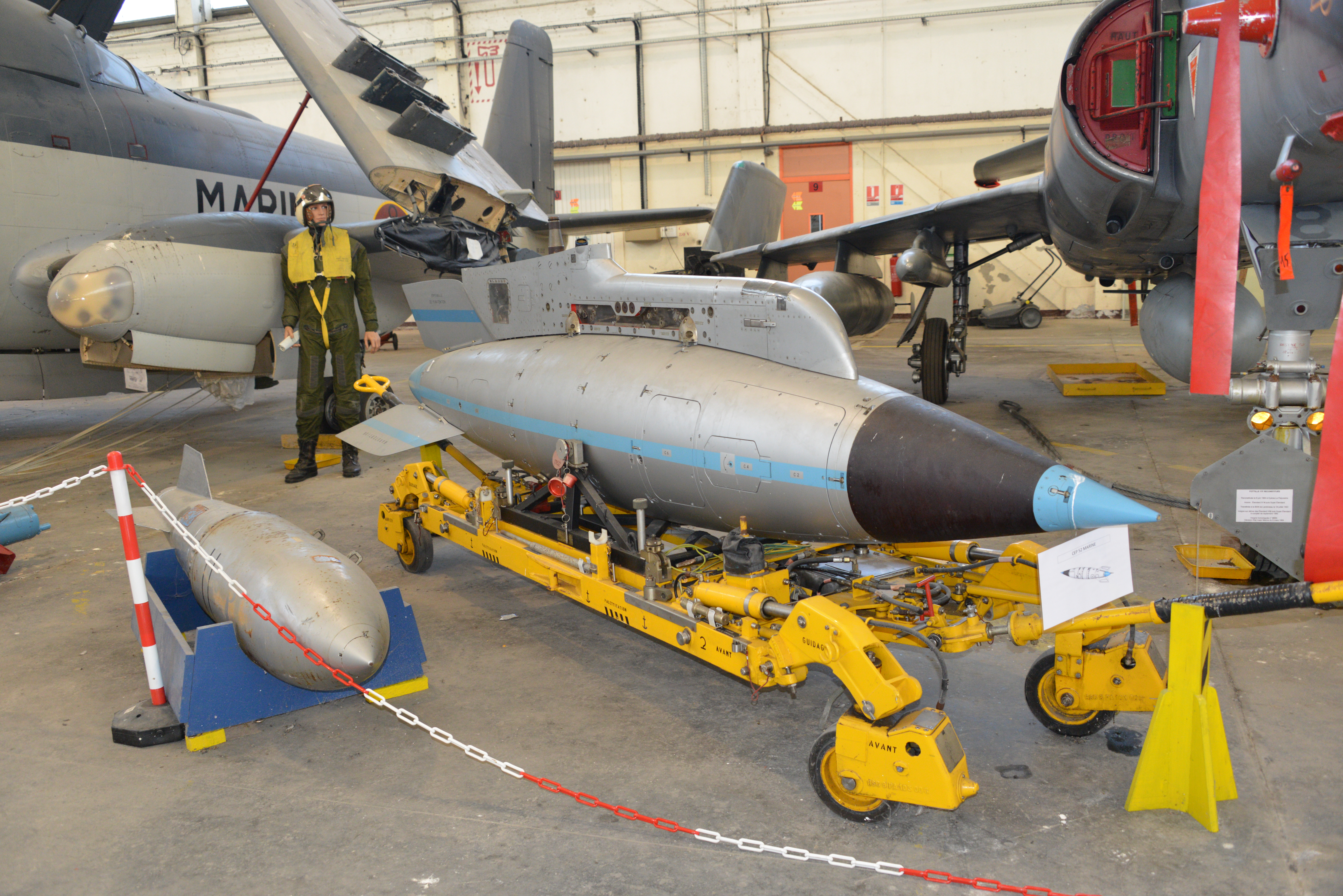
AN-52 in einem Museum

Es handelte sich um eine freifallende Bombe, die am 28. August 1972 zum ersten Mal getestet wurde und Frankreich vor einer Bedrohung durch die Sowjetunion schützen sollte. Die Waffen befanden sich bis 2001 im Arsenal der französischen Luftwaffe und wurde durch die ASMP ersetzt. Diese Nuklearbombe existierte in zwei verschiedenen Versionen mit 8 bzw. 25 kt Sprengkraft. Es wurden ca. 80 bis 100 dieser 455 kg schweren, 4,2 m langen und 60 cm breiten Bomben hergestellt.

## Trägerplattformen
Im Ernstfall wären diese Bomben von den Kampfflugzeugen der Atomstreitmacht abgeworfen worden. Dies waren:
- Dassault Mirage IIIE
- SEPECAT Jaguar A
- Dassault Super Étendard
- Dassault Mirage 2000D/N